# Леда и лебедь (картина Рубенса)
«Леда и лебедь» — картина фламандского художника Питера Пауля Рубенса, который написал две версии этого сюжета. Первая была завершена в 1601 году, вторая — в 1602 году.
Рубенс находился под сильным влиянием Микеланджело, и обе картины являются вариациями на тему знаменитой утраченной картины Микеланджело, известной по копиям и гравюрам. Он познакомился с его творчеством во время своего путешествия в Италию. Рубенс решил отправиться в Рим, чтобы сделать копии с картин и продолжить изучение итальянского искусства у ведущих итальянских художников эпохи Возрождения. В Риме он познакомился с версией «Леды и лебедя» Микеланджело, с которой он сделал копию. Работа Микеланджело считается прототипом для обеих работ Рубенса. «Леда» Рубенса 1601 года была создана по образцу «Леды» Микеланджело. Расположение тела очень похоже, как и извивающаяся поза. Даже расположение пальцев рук зеркально отражено. Лебедь точно так же ласкает женщину.

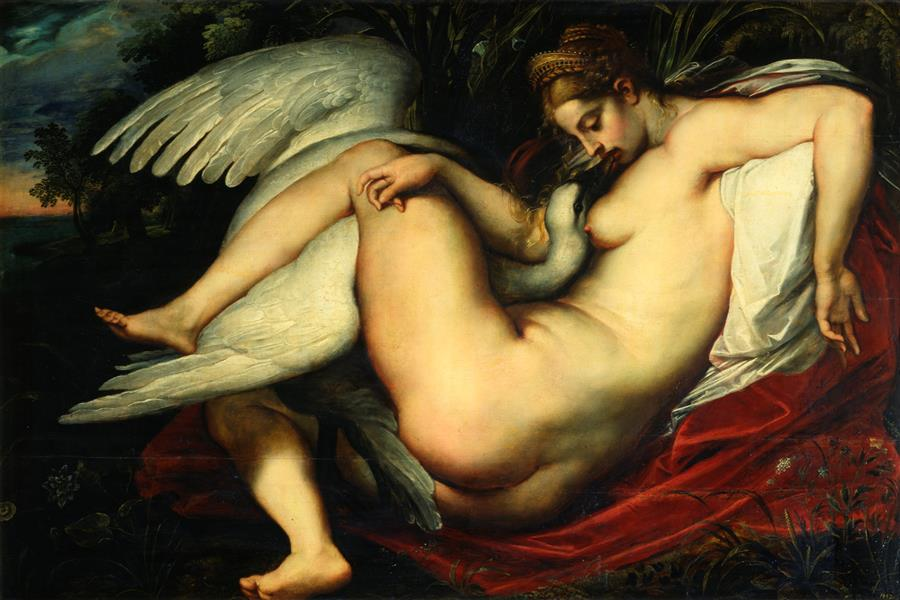

Собственно женская фигура в манере изображения Рубенса и Микеланджело различается кардинально. Микеланджело, как правило, изображал тела женщин в мужском стиле, с развитой мускулатурой. Мускулы выражены более четко, тело выглядит твёрдым. На картине Рубенса, напротив, тело более стройное. Пропорции тела у Микеланджело несколько искажены. Женщины Рубенса, напротив, очень изящны и гораздо мягче. Волосы несколько распущены и не так уложены. Пропорции тела в двух работах Рубенса кажутся более реалистичными.
Несмотря на то, что обе работы Рубенса очень похожи, они всё же отличаются друг от друга. На первой картине мазки более свободные, она не так детализирована, меньше пейзажа, нет замысловатого головного убора, цвета приглушены, портьеры зелёного цвета. Изначально предполагалось, что картина 1601 года будет иметь форму овала, отсекающего левый локоть и часть правой ступни, как это видно на рентгеновских снимках. Сегодня она имеет прямоугольный формат, как и картина 1602 года. На второй картине мазки более точные, больше деталей, более четкий пейзаж на заднем плане, замысловатый головной убор, более яркие цвета, драпировка бело-красная.
Распространённой темой эпохи Возрождения и барокко являются женщины, похищенные или соблазнённые божествами. Это и Леда с лебедем в образе Зевса, и Европа, и Антиопа, и Даная. Многие изображения женщин, соблазнённых божествами, показаны в чувственной манере. Например, картина Рубенса «Леда» очень эротична. Леда изображена полностью обнажённой, видны её ягодицы и левая грудь. Лебедь ласкает её в самой интимной зоне, прижавшись шеей к её груди. Лебедь изображен как грациозное животное, которое также способно восхищать.
Существует множество вариантов мифа о Леде и лебеде. Иногда Леду называют Немезидой, иногда — двумя разными людьми. Леда была замужем за царем Спарты Тиндареем. Она — мать нескольких детей, но наиболее известна тем, что родила Клитемнестру, Елену, Поллукса и Кастора. Наиболее распространённый миф утверждает, что Зевс превратился в лебедя, чтобы овладеть Ледой. По одним версиям, она любила Зевса и охотно вступила с ним в половую связь, по другим — была обольщена. В ту же ночь она совокупилась и с Тиндареем. Леда родила одновременно четырёх детей. В результате две пары близнецов — Елена и Поллукс — принадлежали Зевсу, а Клитемнестра и Кастор — Тиндарею. Хотя каждая пара приписывается либо Зевсу, либо Тиндарею, каждый из мужчин считается отцом всех четырех детей. Кастор и Поллукс были названы Диоскурами, что означает «сыновья Зевса», хотя Кастор был смертным, поскольку был сыном Тиндарея, а Поллукс — бессмертным, поскольку был сыном Зевса.
По словам Гермеса из «Диалогов мёртвых» Лукиана, Леда и её дочь (Елена Троянская) — единственные женщины, достойные звания «красавиц древности». Изображения Рубенсом изгибов фигуры Леды, алебастровой кожи и золотых волос представляют собой тип «рубенсовской женщины», благодаря которой он прославился.